# 赵刚 (1964年)
赵刚（1964年4月—），男，彝族，云南丘北人，中华人民共和国政治人物，曾任中共个旧市委书记，第十一届全国人民代表大会云南地区代表。

## 生平
毕业于云南教育学院汉语言文学专业。2008年起担任全国人大代表。
2019年10月，接替王俊强担任中共德宏州委书记。。2021年4月8日，因2019冠状病毒病云南省疫情，中共云南省委免去赵刚的中共德宏州委书记职务